# Vorobiovka (Krasnoiarsk)
|  | Per a altres significats, vegeu «Vorobiovka». |

Vorobiovka (en rus: Воробьёвка) és un poble del krai de Krasnoiarsk, a Rússia, segons el cens del 2010 tenia 16 habitants. Pertany al districte municipal d'Àban.